# Polymita (zoologia)
Polymita Beck, 1837 è un genere di molluschi gasteropodi arboricoli della famiglia Cepolidae, endemico di Cuba.

## Tassonomia
Comprende 6 specie:
- Polymita brocheri
- Polymita muscarum
- Polymita picta - specie tipo
- Polymita sulphurosa
- Polymita venusta
- Polymita versicolor

## Conservazione
La legislazione cubana proibisce, dal 1943, la esportazione di esemplari di Polymita salvo che per ragioni scientifiche.